# La Tur
La Tur är en opastöriserad tremjölksost (av ko-, får- och getmjölk) från Piemonte nära Alba i Italien.
Osten väger ungefär 250 gram och säljs i små smörpappersformar. Den ser nästan ut som en gräddbakelse. La Tur är en färskvara och lagras bara i ca 10 dagar på mejeriet. När den väl finns i affären är den med största sannolikhet ätmogen direkt. Om osten är mogen syns det bäst genom att sidorna på den buktar ut och att ytan börjar rynka sig en aning. I smaken anas champinjon, crème fraiche och en aning gräddfil.